# 御停站
御停站（：／ Eojeong yeok */?）是龍仁輕軌沿線的一座高架車站，位於韓國京畿道龍仁市器興區上下洞。

## 車站結構
站體為2面2線側式月台的高架車站，候車月台設有月台幕門。

### 月台配置
| 支石 ↑ |
| \| 上  |
| ↓ 東栢 |

| 月台 | 路線        | 目的地            |
| ---- | ----------- | ----------------- |
| 上行 | ●龙仁轻电铁 | 器興方向          |
| 下行 | ●龙仁轻电铁 | 前垈·愛寶樂園方向 |

## 歷史
- 2013年4月26日：御井站落成啟用。
- 2023年1月4日：漢字名稱改為御停站。[1]

## 車站周邊
- 龍仁東栢湖水公園
- 御停初等學校

## 圖片

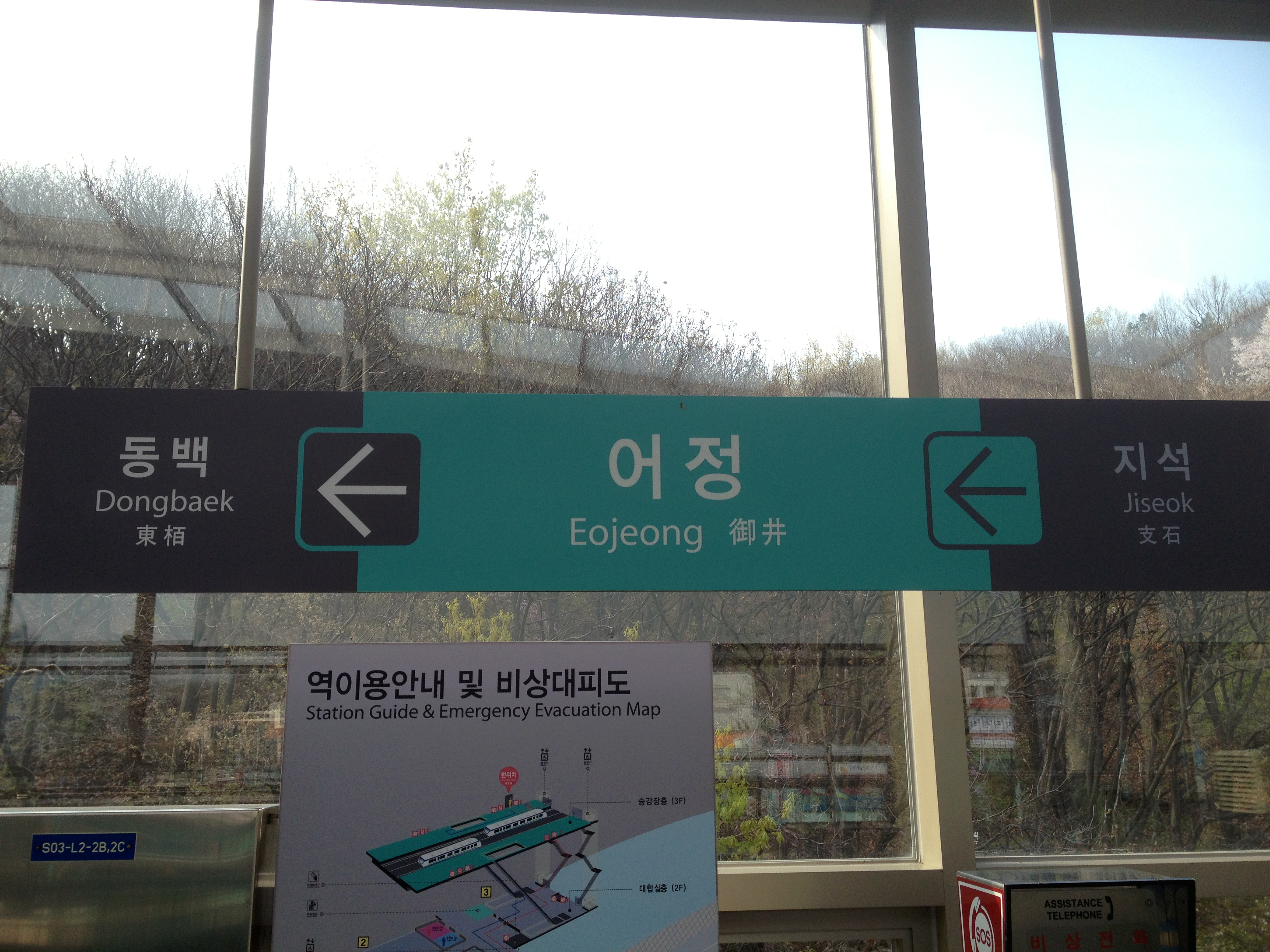
站名牌
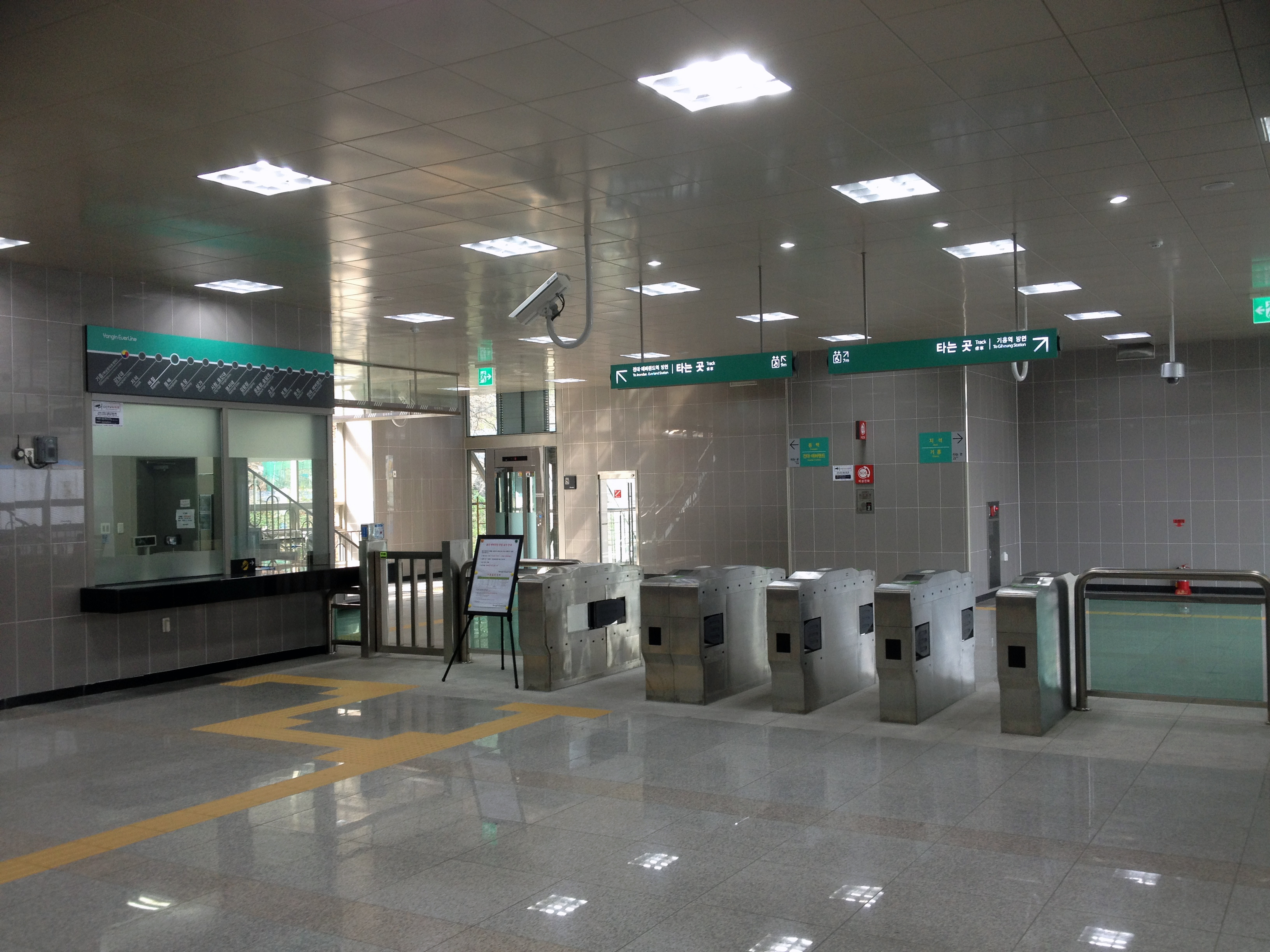
剪票閘口

## 相鄰車站
龍仁輕量電鐵
●龙仁轻电铁
支石（Y112）－御停（Y113）－東栢（Y114）
1. ↑  기흥구 어정 한자 표기 ‘御井’→‘御停’으로 바뀐다